# Monique Bouchez
Pour les articles homonymes, voir Bouchez.
Monique Bouchez, née le 16 août 1925 à Bouchain et morte le 23 juillet 2016 à Denain, est une féministe française, secrétaire générale de l'Union féminine civique et sociale et adjointe de Pierre Mauroy à Lille.

## Biographie

### Jeunesse et formation
Monique Bouchez naît à Bouchain le 16 août 1925 d'une fille d'industriel local et d'un notaire également adjoint au maire de sa commune,.
Jusqu'en 1952, elle prend des responsabilités de plus en plus hautes au sein de la Jeunesse étudiante chrétienne féminine et étudie parallèlement à l'École supérieure de journalisme de Lille. Elle écrit également dans la Croix du Nord.

### À l'Union féminine civique et sociale
En 1956, alors que l'Union féminine civique et sociale (UFCS) souhaite être agréée comme mouvement d'éducation populaire par l'État, Monique Bouchez correspond au profil d'animatrice recherché et y est recrutée. Elle y est déléguée régionale du Nord, puis en 1962 rédactrice en chef de sa revue La Femme dans la vie sociale qui devient Dialoguer en 1968, tout en promouvant une démocratie participative plaçant les femmes au premier plan. En 1965, elle en devient secrétaire générale, remplaçant Hélène Caron, mandat renouvelé trois ans en 1968.

### Socialisme
Le congrès d'Épinay la convainc d'adhérer au parti socialiste en 1971, mais sans quitter l'UFCS, et elle devient ajointe de Pierre Mauroy à la mairie de Lille dès 1973, puis renouvelée en 1977, 1983 et 1989, chargée de l'action sociale puis du centre-ville.

### Dernières décennies
Elle reçoit l'ordre national du Mérite en 1992.
Durant sa retraite, elle est bénévole au Bureau des ressources d'urgence et à partir de 1995, elle travaille pour Le Métro, journal municipal lillois.
Elle meurt à Denain le 23 juillet 2016.